# Bustum
Bustum – w archeologii obiekty, przeznaczone na miejsce kremacji, które pełniły  jednocześnie funkcję grobu. 
Taka pierwotnie była etymologia bustum Festus. Były one używane jednorazowo, choć na jednym stosie mogło być poddanych kremacji, w jednym czasie, kilku osobników. Geneza ich nie jest znana, ani też przyczyna, dla której część zmarłych spalano na tego typu założeniach. Są one charakterystyczne dla terenów Imperium Rzymskiego, choć występują również na terenach Barbaricum. Busta występują w zróżnicowanych wariantach w literaturze przedmiotu wyróżniane są busta jamowe (Gruben Busta); busta powierzchniowe (Flähen Busta) oraz tzw. busta schodkowe (Etage Busta). Różnicuje je głównie sposób wzniesienia w nich stosu, gdzie przykładowo w bustach jamowych stos wznoszono nad jamą grobową. 
Inne miejsca kremacji ustrinum